# Hornsö
Hornsö är en ort i Långemåla sockens sydöstra del, Högsby kommun, vid Alsterån.

## Masugnstiden
Hornsö masugn anlades som komplement, och senare ersättare, till Fogelfors bruks masugn vid Kronobo. Bruksägaren P F von Hegardt fick 1760 tillstånd att anlägga en masugn vid Lamnehult och den var driftklar 1768 – samma år som namnet Hornsö användes offentligt första gången. Alsterån har här ett betydande fall som tillsammans med säkert vattenflöde kompenserade för den långa vägen till stångjärnshammaren i Fogelfors, 40 km. Namnet kommer troligen från von Hegardts hustru, Anna Regina Horn af Åminne.
Masugnens produktion baserades till stor del på regionens sjömalm. En del år köptes även en mindre mängd bergsmalm från till exempel Utö. Man producerade under de första 50 åren cirka 1 500 kilo tackjärn per blåsdygn eller omkring 100 ton per år de år då man blåste. Under de senare åren var produktionen omkring 3 000 kilo per blåsdygn eller 300-400 ton per år.
Hornsö masugn levererade tackjärn till Fogelfors och senare bland annat till hammarsmedjan Fredriksfors utanför Oskarshamn, som hade samma ägare som Hornsö och Fogelfors. Från omkring 1840 började man också leverera gjutgods i större omfattning, såväl maskingods som hushållsgods, till exempel grytor.
1867, efter 100 års drift, avvecklades masugnen på grund av brist på sjömalm och att den blivit omodern. Gjutningarna fortsatte med hjälp av en stjälpugn i allt mindre skala tills anläggningen revs 1893. I dag är alla rester gömda i den kraftverksdamm som anlades omkring 1916.

## Spökerier
Hornsöområdet såldes vid sekelskiftet 1900 till staten och den gamla förvaltarvillan vid masugnen blev jägmästarbostad. Den blev uppmärksammad som spökhus sedan jägmästarens hustru, Karin Nauckhoff, börjat höra knackningar i väggarna och föremål som rörde sig av sig själva i huset. Vid en andeseans fick Karin Nauckhoff som var spiritistiskt intresserad kontakt med en ande som kallade sig Piskator. Psykologen Poul Bjerre blev anlitad av familjen och tog på sig att utreda fallet. Han fann sig kunna framkalla knackningarna i huset på beställning under hypnos av Karin och blev övertygad om att dessa orsakades av Nervstrålning. Han redogjorde för sina observationer i Fallet Karin. En experimentell studie av de s.k. spiritistiska knackningarna. Sydney Alrutz gjorde även han besök i Hornsö för att bota Karin Nauckhoff. Bjerre, som i försök att förekomma Alrutz fortsatte sina behandlingar fick under hypnos kontakt med Piskator som meddelade att om han grävde på en plats i källaren skulle ha få veta orsaken till knackningarna. Han gjorde så och påträffade då ben på platsen. Det stämde inte med hans tidigare teorier och Bjerre underlät sig att vidare kommentera fallet, förrän långt senare. Han hade låtit undersöka de upphittade benen som visat sig inte alls vara några människoben. Hans förklaring var nu att Karin Nauckhoff hittat benen då hon flyttat in i huset, skrämts av att de kunnat vara resterna efter ett lik och i sitt undermedvetna framkallat knackningarna.
Berättelser om spökerier har fortsatt även i senare tid.IOGT-NTO ägde förvaltarbostaden från 1968 till 2018. Från den 1 november 2018 är bostaden privatägd.